# Earl St. John
Earl Sheffield St. John est un producteur de cinéma de nationalité américaine mais ayant surtout exercé au Royaume-Uni, né le 14 juin 1892 à Baton Rouge (Louisiane) et mort le 26 février 1968 à Torremolinos (Andalousie).

## Biographie
Ne voulant pas suivre les désirs de son père de le voir devenir un soldat professionnel, à 17 ans il quitte l'école militaire de Mobile (Alabama). Peu après, il devient un homme à tout faire pour la compagnie de Sarah Bernhardt, alors en tournée aux États-Unis. Plus tard il montre des films religieux au Mexique au moment de la révolution,.
Au moment de la Première Guerre mondiale, il s'engage et arrive en Europe. Il est démobilisé à Liverpool et décide de rester au Royaume-Uni. Il ouvre des salles de cinéma et est bientôt recruté par Paramount. Plus tard, il est engagé par The Rank Organisation pour prendre la tête de Two Cities Films puis des studios de Pinewood. En 1951, il est placé à la tête de la société de production British Film Makers.

## Filmographie (sélection)
- 1949 : The Rocking Horse Winner d'Anthony Pelissier
- 1949 : Ma gaie lady (Trottie True) de Brian Desmond Hurst
- 1950 : Mission dangereuse (Highly Dangerous) de Roy Ward Baker
- 1950 : Prelude to Fame de Fergus McDonell
- 1951 : Encore de Harold French, Pat Jackson et Anthony Pelissier
- 1951 : L'Ombre d'un homme (The Browning Version) d'Anthony Asquith
- 1952 : Enquête à Venise (Venetian Bird) de Ralph Thomas
- 1952 : Fromage à gogo (Penny Princess) de Val Guest
- 1952 : Il importe d'être Constant (The Importance of Being Earnest) d'Anthony Asquith
- 1952 : It Started in Paradise de Compton Bennett
- 1952 : La Femme du planteur (The Planter's Wife) de Ken Annakin
- 1952 : Ménage sans bonne (Made in Heaven) de John Paddy Carstairs
- 1952 : Meet Me Tonight d'Anthony Pelissier
- 1952 : Something Money Can't Buy de Pat Jackson
- 1952 : Trois Dames et un as (The Card) de Ronald Neame
- 1953 : Week-end à quatre (A Day to Remember) de Ralph Thomas
- 1953 : Une étrange jeune mariée (Always a Bride) de Ralph Smart
- 1953 : Aventures à Berlin (Desperate Moment) de Compton Bennett
- 1953 : Geneviève d'Henry Cornelius
- 1953 : Le Roi de la pagaille (Trouble in Store) de John Paddy Carstairs
- 1953 : Les Kidnappers (The Kidnappers) de Philip Leacock
- 1953 : M7 ne répond plus (The Net) d'Anthony Asquith
- 1953 : The Final Test d'Anthony Asquith
- 1953 : L'Heure de la revanche (The Long Memory) de Robert Hamer
- 1953 : Tonnerre sur Malte (Malta Story) de Brian Desmond Hurst
- 1953 : Tournez la clef doucement (Turn the Key Softly) de Jack Lee
- 1953 : Une affaire troublante (Personal Affair) d'Anthony Pelissier
- 1954 : Folle des hommes (Mad About Men) de Ralph Thomas
- 1954 : Le Cargo de la drogue (Forbidden Cargo) d'Harold French
- 1954 : La Flamme pourpre (The Purple Plain) de Robert Parrish
- 1954 : Le Vagabond des îles (The Beachcomber) de Muriel Box
- 1954 : L'Homme au million (The Million Pound Note) de Ronald Neame
- 1954 : Moana, fille des tropiques (The Seekers) de Ken Annakin
- 1954 : Le Prisonnier du harem (You Know What Sailors Are) de Ken Annakin
- 1954 : Roméo et Juliette (Romeo and Juliet) de Renato Castellani
- 1954 : Toubib or not Toubib (Doctor in the House) de Ralph Thomas
- 1955 : Opération Tirpitz (Above Us the Waves) de Ralph Thomas
- 1955 : An Alligator Named Daisy de J. Lee Thompson
- 1955 : Deux Anglais à Paris (To Paris with Love) de Robert Hamer
- 1955 : Fièvre blonde (Value for Money) de Ken Annakin
- 1955 : L'Abominable Invité (As Long as They're Happy) de J. Lee Thompson
- 1955 : Norman diplomate (Man of the Moment) de John Paddy Carstairs
- 1955 : Passage Home de Roy Ward Baker
- 1955 : Plus on est de fous (One Good Turn) de John Paddy Carstairs
- 1955 : Rendez-vous à Rio (Doctor at Sea) de Ralph Thomas
- 1955 : Simba de Brian Desmond Hurst
- 1955 : Simon et Laura (Simon and Laura) de Muriel Box
- 1955 : La Femme pour Joe (The Woman for Joe) de George More O'Ferrall
- 1956 : À tombeau ouvert (Checkpoint) de Ralph Thomas
- 1956 : In the Pocket (The Big Money) de John Paddy Carstairs
- 1956 : Jacqueline de Roy Ward Baker
- 1956 : Jumping for Joy de John Paddy Carstairs
- 1956 : La Bataille du Rio de la Plata (The Battle of the River Plate) de Michael Powell et Emeric Pressburger
- 1956 : La Page arrachée (Lost) de Guy Green
- 1956 : Le Jardinier espagnol (The Spanish Gardener) de Philip Leacock
- 1956 : Le Secret des tentes noires (The Black Tent) de Brian Desmond Hurst
- 1956 : Ma vie commence en Malaisie (A Town Like Alice) de Jack Lee
- 1956 : Grain de sel (Up in the World) de John Paddy Carstairs
- 1957 : À main armée (Robbery Under Arms) de Jack Lee
- 1957 : Alerte en Extrême-Orient (Windom's Way) de Ronald Neame
- 1957 : Frontière dangereuse (Across the Bridge) de Ken Annakin
- 1957 : Marée haute à midi (High Tide at Noon) de Philip Leacock
- 1957 : Intelligence Service (Ill Met by Moonlight) de Michael Powell et Emeric Pressburger
- 1957 : C'est bien ma veine (Just My Luck) de John Paddy Carstairs
- 1957 : La Vallée de l'or noir (Campbell's Kingdom) de Ralph Thomas
- 1957 : Le Prisonnier du Temple (Dangerous Exile) de Brian Desmond Hurst
- 1957 : Les Sept Tonnerres (Seven Thunders) de Hugo Fregonese
- 1957 : L'Évadé du camp 1 (The One That Got Away) de Roy Ward Baker
- 1957 : Aventure à Soho (Miracle in Soho) de Julian Amyes
- 1957 : Faux Policiers (The Secret Place) de Clive Donner
- 1957 : Toubib en liberté (Doctor at Large) de Ralph Thomas
- 1957 : Train d'enfer (Hell Drivers) de Cy Endfield
- 1957 : Un yacht nommé Tortue (True as a Turtle) de Wendy Toye
- 1958 : Agent secret S.Z. (Carve Her Name with Pride) de Lewis Gilbert
- 1958 : Atlantique, latitude 41° (A Night to Remember) de Roy Ward Baker
- 1958 : Froid dans le dos (Floods of Fear) de Charles Crichton
- 1958 : Innocent Sinners de Philip Leacock
- 1958 : Jeunesse délinquante (Violent Playground) de Basil Dearden
- 1958 : Le Point de chute (The Square Peg) de John Paddy Carstairs
- 1958 : Le vent ne sait pas lire (The Wind Cannot Read) de Ralph Thomas
- 1958 : Fusées à gogo (Rockets Galore) de Michael Relph
- 1958 : Rooney de George Pollock
- 1958 : Requins de haute mer (Sea Fury) de Cy Endfield
- 1958 : Sous la terreur (A Tale of Two Cities) de Ralph Thomas
- 1958 : Tempête sur la Jamaïque (Passionate Summer) de  Rudolph Cartier
- 1958 : Gipsy (The Gypsy and the Gentleman) de Joseph Losey
- 1958 : Rencontre au Kenya (Nor the Moon by Night) de Ken Annakin
- 1959 : Aux frontières des Indes (North West Frontier) de J. Lee Thompson
- 1959 : Entrée de service (Upstairs and Downstairs) de Ralph Thomas
- 1959 : Follow a Star de Robert Asher
- 1959 : Les 39 Marches (The 39 Steps) de Ralph Thomas
- 1959 : Opération Amsterdam de Michael McCarthy
- 1959 : Opération Scotland Yard (Sapphire) de Basil Dearden
- 1959 : The Heart of a Man de Herbert Wilcox
- 1959 : Ni fleurs ni couronnes (Too Many Crooks) de Mario Zampi
- 1959 : Visa pour Hong Kong (Ferry to Hong Kong) de Lewis Gilbert
- 1959 : La Lorelei brune (Whirlpool) de Lewis Allen
- 1960 : L'Amour en pilules (Doctor in Love) de Ralph Thomas
- 1960 : Les Conspiratrices (Conspiracy of Hearts) de Ralph Thomas
- 1960 : Norman dans la marine (The Bulldog Breed) de Robert Asher
- 1960 : Un vison pour mademoiselle (Make Mine Mink) de Robert Asher
- 1961 : Flammes dans la rue (Flame in the Streets) de Roy Ward Baker
- 1961 : Le Cavalier noir (The Singer Not the Song) de Roy Ward Baker
- 1961 : Non, ma fille, non ! (No, My Darling Daughter) de Ralph Thomas
- 1961 : Pas d'amour pour Johnny (No Love for Johnnie) de Ralph Thomas
- 1961 : In the Doghouse de Darcy Conyers
- 1962 : A Pair of Briefs de Ralph Thomas
- 1962 : La Belle des îles (Tiara Tahiti) de Ted Kotcheff
- 1962 : Le Limier de Scotland Yard (On the Beat) de Robert Asher
- 1962 : The Wild and the Willing de Ralph Thomas
- 1963 : 80,000 Suspects de Val Guest
- 1963 : Docteur en détresse (Doctor in Distress) de Ralph Thomas
- 1963 : Docteur ne coupez pas (A Stitch in Time) de Robert Asher
- 1963 : L'Indic (The Informers) de Ken Annakin
- 1964 : Beauty Jungle (The Beauty Jungle) de Val Guest
- 1964 : X 13 agent secret (Hot Enough for June) de Ralph Thomas